# Andrew Watson
Andrew Watson (Demerara, 4 de março de 1856 — Londres, 8 de março de 1921) foi um futebolista nativo da atual Guiana que defendeu a Seleção Escocesa de Futebol, tornando-se o primeiro negro a figurar em partidas de seleções nacionais, em 1881, em vitória de 6-1 no clássico contra a Inglaterra,[carece de fontes?] sendo inclusive o capitão do elenco escocês. Era filho de uma ex-escrava, Anne Rose, com um barão do açúcar, o escocês Peter Miller Watson. Também foi o primeiro negro campeão de uma competição oficial de futebol, a Copa da Escócia.

## Carreira
Assumido pelo pai em tempos de racismo e segregação mais explícitos, com respaldo científico, Watson foi educado no King's College de Londres e de lá seguiu para a Universidade de Glasgow, onde teve seus primeiros contatos com o futebol. Após defender Maxwell e Parkgrove, rumou ao Queen's Park, clube considerado como introdutor do "futebol-arte" e do "futebol científico", ao difundirem os fundamentos da troca de passes e dribles, sendo considerado a primeira grande potência do esporte na Escócia a ponto de disputar a própria Copa da Inglaterra na época. No anuário de 1880-1881 da Associação Escocesa de Futebol, Watson foi elogiado como "um dos melhores defensores que nós temos. Desde que ele se juntou ao Queen’s Park, ele tem evoluído bastante; tem uma grande velocidade e é esplêndido nos desarmes; chute certeiro e poderoso; digno de jogar em qualquer equipe".
Bicampeão da Copa da Escócia com o clube de Glasgow, principal fornecedor de jogadores da seleção escocesa, realizou pouco depois sua estreia por ela. Foi contra a rival Inglaterra, no Oval em Londres. A despeito disso, os escoceses venceram por 6-1, resultado que à altura de 2019 seguia sendo a derrota mais elástica que os ingleses sofreram em casa. Watson foi o capitão, com os vencedores trajando-se de amarelo e rosa, cores de corrida do Lord Rosebery, resgatadas em um uniforme reserva já na década de 2010. Watson fez outros dois jogos pela Escócia até 1882, ambos vitórias por 5-1, sobre o País de Gales e novamente contra os ingleses. Eram também tempos em que a Escócia mostrava-se dominante no principal clássico britânico, com dez vitórias e só duas derrotas entre 1874 e 1887 e supremacia no duelo direto contra a Inglaterra até 1983.
Watson não fez mais jogos pela seleção por ter voltado a Londres pouco depois, em tempos em que a Escócia se limitava a convocar quem atuasse na própria nação. Na Inglaterra, Watson chegou a defender outra potência da época, o Corinthian, clube de amadores criado exatamente como reação inglesa à força inicial imposta pelos vizinhos escoceses. Watson inclusive figurou em vitória por 8-1 em amistoso contra o Blackburn Rovers, então campeão profissional da Copa da Inglaterra, em resultado que atestava a qualidade da equipe amadora do Corinthian. Graduado em engenharia e herdeiro do patrimônio milionário do pai, Watson permaneceu oficialmente como atleta amador, voltando ao Queen's Park. No regresso ao clube de Glasgow, exerceu também funções administrativas. Ainda viria a defender o Bootle, onde parou de jogar; tratava-se do primeiro rival do Everton em Liverpool.
O próprio Queen's Park, clube escocês mais antigo, manteve política de manter-se amador até 2019, o que lhe atrofiaria mesmo na própria cidade de Glasgow para a dupla Celtic e Rangers, embora detenha a propriedade do principal estádio escocês (o Hampden Park) e permaneça tendo menos troféus apenas em relação a ambos na Copa da Escócia (dez). A mudança ao Bootle, por sua vez, estabeleceu Watson como residente em Liverpool por vinte anos, voltando ele a morar em Londres desde então. Na capital britânica, faleceria em decorrência de uma pneumonia, já sob pouca ou nula atenção midiática.

### Legado
Quinze anos depois de seu falecimento, Watson foi eleito para a melhor seleção escocesa da história, no posto de zagueiro pela esquerda. Desde a década de 1910, enquanto ainda vivia, negros e mestiços já figuravam nas principais seleções sul-americanas, notoriamente com os casos de Isabelino Gradín pelo Uruguai, Arthur Friedenreich pelo Brasil e José Durand Laguna pela Argentina. Porém, as nações europeias ainda tardariam cerca de meio século após as partidas de Watson pela Escócia a também utilizarem não-brancos - começando por Vahap Özaltay pela Turquia em 1927; Eddie Parris pelo País de Gales e Raoul Diagne pela França, ambos em 1931 (Diagne, curiosamente, também veio das Guianas, nascido na francesa); e Guilherme Espírito Santo por Portugal em 1937.[carece de fontes?] Falecido ainda em 1921, Watson já não vivia para acompanhar nenhuma dessas estreias.
Apesar da gradual adoção de não-brancos pelas seleções da Europa a partir daquela virada da década de 1920 para a de 1930, apenas no fim da de 1970 é que as vizinhas Inglaterra e Irlanda adotaram seus pioneiros nesse sentido (Viv Anderson e Chris Hughton, respectivamente). Se o vizinho Gales promovera seu primeiro negro ainda em 1931,[carece de fontes?] o primeiro utilizado pela Irlanda do Norte, Jeff Whitley, estreou por ela apenas em 1997. A despeito do pioneirismo com Watson, a Escócia só voltaria a adotar um não-branco por volta dessa mesma época - primeiramente, com Paul Wilson, de parcial origem luso-indiana, em 1975. E um segundo negro, por sua vez, somente veio a aparecer mais de 120 anos depois de Watson, com Nigel Quashie estreando em 2004 pelo Tartan Army, seguido por Chris Iwelumo em 2008. Antes da estreia destes dois, à altura da Copa do Mundo FIFA de 1998, precisamente a última com participação dos escoceses, a absoluta homogeneidade de brancos na seleção deles chegou a ser ironizada pelo humorista brasileiro Bussunda: "no primeiro jogo, descobri porque é que não tem negro no time da Escócia. Iam ter que aumentar o tamanho da saia...".
Em 2011, Watson foi selecionado para o Hall da Fama do futebol escocês.

## Títulos

### Queen's Park
- Copa da Escócia: 1880-81, 1881-82, 1885-86